# Militärregion Gotland
Militärregion Gotland (MR G) är en svensk militärregion inom Försvarsmakten som verkat sedan 2019. Förbandsledningen är förlagd i Visby garnison, Visby.

## Historik
I och med försvarsbeslutet 2004 (proposition 2004/05:5) beslutade riksdagen att avveckla Gotlands regemente samt Gotlands militärdistrikt. Den sista kullen värnpliktiga ryckte in som vakt- och eskortsoldater och utbildades mellan januari och oktober 2005. När de avslutade sin grundutbildning försvann också den sista permanenta militära närvaron på ön. Kvar fanns endast Visby garnison - en paraplyorganisation för den militära verksamhet som bedrevs på ön fram till 2006. Den militära närvaro som fanns på Gotland över tiden var Gotlandsbataljonen (32. hemvärnsbataljonen) som fredsadministrativt leddes av Gotlandsgruppen, samt diverse stödenheter. Flygvapnet representerades av Blekinge flygflottilj, som till största delen bestod av baspersonal.
Med den ryska invasionen av Georgien 2008 bedömdes den ryska tröskeln för våldsanvändning ha sänkts, och Sveriges territoriella försvar återaktualiserades. Med försvarsbeslutet 2009 beslutades det att förrådsställa 14 Stridsvagn 122 på ön.. Den 9 oktober 2013 förrådsställdes de 14 stridsvagnarna på ön, under Skaraborgs regementes försorg.
Gotlands strategiska betydelse för Sverige och Östersjöregionens försvar aktualiserades återigen med den ryska annekteringen av Krim och konflikten i östra Ukraina 2014. Behovet av ett svenskt nationellt fokuserat försvar aktualiserades också av underrättelseoperationen i Stockholms skärgård 2014. Med försvarsbeslutet 2015 så fattades beslutet att upprätta en mekaniserad stridsgrupp på Gotland. Den skulle vara grupperad och insatsberedd på ön från och med 2018. Vidare beslutades även att med befintliga resurser bilda och utveckla en framskjuten ledningsfunktion avsedd för Gotland, vilken inordnas under ledning av Militärregion Mitt.. Den 1 oktober 2016 bildades Framskjuten ledning Gotland (FLG), vilken i linjeorganisationen underställdes Militärregion Mitt. Enheten hade i uppgift att leda och samordna den militära verksamhet på Gotland.
Den 20 september 2017 lade regeringen fram ett förslag om att återetablera ett regemente på Gotland, och i november började Försvarsmakten att rekrytera personal till regementet. Den 1 januari 2018 bildades regementet officiellt och våren 2019 avskiljdes Framskjuten ledning Gotland (FLG) från Militärregion Mitt, för att bilda Militärregion Gotland (MR G). Militärregion Gotland underställdes Gotlands regemente, som i sin tur fick ett uppdrag både som organisationsenhet och som militärregion.

## Verksamhet
Militärregionerna har som uppgift att tillgodose behovet av samverkan med civila myndigheter, organisationer och företag för att tydliggöra Försvarsmaktens behov av stöd vid insatser. Chefen vid en militärregionen har till uppgift att leda hemvärnsförband inom regionen, men även leda tilldelade insatsförband för bevakningsuppgifter i samtliga beredskapslägen från fred till krig.

### Uppgifter
- Leda territoriell verksamhet på den regionala och lokala nivån.
- Leda tilldelade underställda förband (hemvärns eller andra insatsförband).
- Leda regional säkerhetstjänst.
- Samverka med regional och lokala myndigheter, organisationer och företag utgående från det ömsesidiga beroendet som finns mellan dessa och Försvarsmakten.

## Ingående enheter

### Utbildningsgrupper
Utbildningsgrupperna är formellt sett inte direkt underställda en Militärregion. De tillhör istället ett regemente eller annan organisationsenhet och utövar densammas produktionsansvar för en eller flera hemvärnsbataljoner samt stöd och uppföljningansvar mot Frivilliga Försvarsorganisationer.
- Gotlandsgruppen (GLG)

## Förbandschefer
- 2018–20xx: Överste Mattias Ardin (Tillika chef P 18) [a]

## Namn, beteckning och förläggningsort
| Militärregion Gotland | 2019-04-01 | – |  |

| MR G | 2019-04-01 | – |  |

| Visby garnison (F) | 2019-04-01 | – |  |